# Liste der Bodendenkmäler in Langerringen
Auf dieser Seite sind die Bodendenkmäler in der schwäbischen Gemeinde Langerringen zusammengestellt. Diese Tabelle ist eine Teilliste der Liste der Bodendenkmäler in Bayern. Grundlage ist die Bayerische Denkmalliste, die auf Basis des Bayerischen Denkmalschutzgesetzes vom 1. Oktober 1973 erstmals erstellt wurde und seither durch das Bayerische Landesamt für Denkmalpflege geführt wird. Die folgenden Angaben ersetzen nicht die rechtsverbindliche Auskunft der Denkmalschutzbehörde.

## Bodendenkmäler der Gemeinde Langerringen

### Bodendenkmäler in der Gemarkung Gennach
| Lage               | Objekt                                                    | Akten-Nr.     | Bild |
| ------------------ | --------------------------------------------------------- | ------------- | ---- |
| Gennach (Standort) | Straßentrasse vor- und frühgeschichtlicher Zeitstellung.  | D-7-7830-0006 |      |
| Gennach (Standort) | Straßentrassen vor- und frühgeschichtlicher Zeitstellung. | D-7-7830-0114 |      |

### Bodendenkmäler in der Gemarkung Langerringen
| Lage                    | Objekt | Akten-Nr.     | Bild                       |
| ----------------------- | --- | ------------- | -------------------------- |
| Langerringen (Standort) | Straße der römischen Kaiserzeit.                                                                                  | D-7-7830-0098 |                            |
| Langerringen (Standort) | Siedlung vorgeschichtlicher Zeitstellung.                                                                         | D-7-7830-0099 |                            |
| Langerringen (Standort) | Straßentrasse vor- und frühgeschichtlicher Zeitstellung.                                                          | D-7-7830-0100 |                            |
| Langerringen (Standort) | Siedlung und Gräber vorgeschichtlicher Zeitstellung.                                                              | D-7-7830-0101 |                            |
| Langerringen (Standort) | Rechteckiges Grabenwerk vor- und frühgeschichtlicher Zeitstellung.                                                | D-7-7830-0102 |                            |
| Langerringen (Standort) | Brandgräber der späten Bronzezeit.                                                                                | D-7-7830-0103 |                            |
| Langerringen (Standort) | Villa rustica der römischen Kaiserzeit.                                                                           | D-7-7830-0104 |                            |
| Langerringen (Standort) | Freilandstation des Mesolithikums.                                                                                | D-7-7830-0105 |                            |
| Langerringen (Standort) | Körpergräber des frühen Mittelalters.                                                                             | D-7-7830-0106 |                            |
| Langerringen (Standort) | Körpergräber des Frühmittelalters.                                                                                | D-7-7830-0107 |                            |
| Langerringen (Standort) | Freilandstation des Mesolithikums.                                                                                | D-7-7830-0108 |                            |
| Langerringen (Standort) | Körpergräber und Siedlung der römischen Kaiserzeit.                                                               | D-7-7830-0109 |                            |
| Langerringen (Standort) | Burgstall des Mittelalters.                                                                                       | D-7-7830-0110 |                            |
| Langerringen (Standort) | Siedlung der römischen Kaiserzeit.                                                                                | D-7-7830-0130 |                            |
| Langerringen (Standort) | Siedlung der Münchshöfener Kultur, der Urnenfelderzeit und der römischen Kaiserzeit.                              | D-7-7830-0162 |                            |
| Langerringen (Standort) | Mittelalterliche und frühneuzeitliche Befunde im Bereich der Katholischen Pfarrkirche St. Gallus in Langerringen. | D-7-7830-0168 | Bodendenkmal D-7-7830-0168 |
| Langerringen (Standort) | Mittelalterliche und frühneuzeitliche Befunde im Bereich der Katholischen Filialkirche St. Vitus in Westerringen. | D-7-7830-0170 | Bodendenkmal D-7-7830-0170 |
| Langerringen (Standort) | Siedlung der Bronzezeit und Eisenzeit.                                                                            | D-7-7830-0196 |                            |

### Bodendenkmäler in der Gemarkung Schwabmühlhausen
| Lage                        | Objekt | Akten-Nr.     | Bild |
| --------------------------- | --- | ------------- | ---- |
| Schwabmühlhausen (Standort) | Körpergräber des frühen Mittelalters.                                                                                 | D-7-7830-0116 |      |
| Schwabmühlhausen (Standort) | Mittelalterliche und frühneuzeitliche Befunde im Bereich der Katholischen Pfarrkirche St. Martin in Schwabmühlhausen. | D-7-7830-0172 |      |